# Jojlovo (Kadui)
Jojlovo (ruso: Хохло́во) es un asentamiento de tipo urbano de Rusia, ubicado en el ókrug municipal de Kadui de la óblast de Vólogda.
En 2023, el asentamiento tenía una población de 2094 habitantes. Se ubica unos 15 km al este-sureste de la capital distrital Kadui, junto a la carretera A114 que une Vólogda con Nóvaya Ládoga.

## Historia
Se conoce la existencia del asentamiento en documentos desde el siglo XIX, cuando era un pueblo (seló) ubicado en el uyezd de Cherepovets de la gobernación de Nóvgorod. El 1915 se abrió al norte del pueblo la estación de Komarija, en la línea de ferrocarril de San Petersburgo a Vólogda. En 1927 pasó a formar parte del raión de Kadui en la óblast de Leningrado. En 1937, el raión se integró en la óblast de Vólogda. Su mayor desarrollo urbano se produjo a partir de 1979, cuando adoptó el estatus de asentamiento de tipo urbano para albergar una fábrica de procesamiento de turba, que sigue siendo la base de la economía local. Antes de que el raión se constituyera como ókrug municipal en 2022, Jojlovo tenía su propio ayuntamiento urbano, que no tenía pedanías habitadas pero que incluía en su territorio el poblado ferroviario despoblado de Komarija.